# Edda Művek 2.
Az Edda Művek 2. az Edda Művek második nagylemeze, mely 1981-ben jelent meg. A lemezen megtalálhatóak olyan számok, melyek Almási Tamás "Ballagás" című filmjében is hallhatóak. Akárcsak elődje, ez a lemez is platinalemez lett. 1995-ben megjelent CD-n, majd azóta digitális formátumokban is.

## Áttekintés
Az első lemez átütő sikere nyomán nem is volt kérdés, hogy lesz második is. Ennek az albumnak néhány száma a már említett Ballagás című filmben is hallható, némiképp más változatban, mint ahogy a lemezre került. A zavartalan munkát némiképp akadályozta, hogy Barta Alfonznak épp ekkor kellett bevonulnia katonának, és csak a szovjet turnéra, a filmforgatásra, és a lemezfelvételre engedték el. Új show-elemként jelent meg, amikor a tagok kopaszra nyírt fejjel jelentek meg, mint a hadseregbe frissen besorozott katonák. Ez tulajdonképpen a fegyverek ellen szólt, mint a lemez több nagy slágere is: a Keselyű, a Torony, és az Ítélet. Az albumra rögzítették az Engedjetek saját utamon című dalt is, azonban a cenzúra miatt nem kerülhetett fel (akárcsak az előzőre és a következőre sem, emiatt egy idő után úgy konferálták a koncerteken, mint „a dal, amely minden lemezről lemarad”). Ugyancsak ki kellett hagyniuk az új, de rendszerellenesnek titulált szövege miatt letiltott "Vadkutya" című dalt.
A lemez borítóján egy sáros keréknyomban álló bakancsos személy lába látható. A borítót ezúttal is a Hegedűs–Pálfi páros tervezte. A korabeli szokásoknak megfelelően ezúttal is szerepeltek a dalcímek angolul és oroszul is a borítón.
Zselencz László a 2022-es "Zsöci" című könyvben nyilatkozott a dalokról. Elmondása szerint "A hűtlen" esetében Barta Alfonz egy valódi csembalót használt, és Slamovits István a dal végébe a "Télapó gyere már" című dalocskát csempészte bele. A "Kínoz egy ének" egy bonyolult felépítésű dal, amit még akkor szereztek, amikor Barta a sorkatonai kötelezettsége miatt nem tudott teljes egészében a rendelkezésükre állni, emiatt hangsúlyosabb benne a gitár, a billentyűs hangszerek pedig csak "szőnyeg" szerepet töltenek be. A"Kék sugár", azért kerülhetett fel a lemezre, mert azon a körülmények miatt még volt annyi szabad hely, hogy feljátsszanak egy számot. Mivel éppen nem volt más olyan szerzemény, amit különösebb aggályok nélkül választhattak volna, villámgyorsan megírták ezt. Billentyűfutamai némiképp másként szólnak, mint a többi Edda-dalban, valószínűleg azért, mert már eleve stúdiókörülmények közt írták. A "Keselyű"-ben egy gitár-shiftert is használtak, illetve speciális hangeffekteket a billentyűkre. A "Torony" című szám bizonyos részleteit a "Rég vége" című számukból emelték át, amelyet a hetvenes évek végéig játszottak, és lemezre sosem került – kezdő hangeffektjeit pedig a filmgyárból szerezték be. Az "Ítélet" egy rendkívül gyors tempójú szám, ahol a basszus és a szólógitár szinte végig unisonóban van, Zselencz László saját bevallása szerint is ettől a daltól kapott ínhüvelygyulladást.
A lemezt promotáló turnén Barta Alfonz nélkül kellett részt venniük, ezért a dalokat áthangszerelték – ekkor készült el "A hűtlen" gyors verziója, és Slamovits ekkortól használt gitárszintetizátort.

## Számok listája
| # | LP # | Szám címe      | Szerzők                           | Hossz |
| - | ---- | -------------- | --------------------------------- | ----- |
| 1 | A1   | Kölyköd voltam | Slamovits István, Pataky Attila   | 4:30  |
| 2 | A2   | A hűtlen       | Pataky Attila, Zselencz László    | 4:04  |
| 3 | A3   | Kínoz egy ének | Slamovits István, Slamovits Tibor | 4:37  |
| 4 | A4   | Kék sugár      | Zselencz László, Barta Alfonz     | 3:11  |
| 5 | B1   | A keselyű      | Slamovits István, Pataky Attilla  | 6:05  |
| 6 | B2   | Torony         | Slamovits István, Slamovits Tibor | 3:45  |
| 7 | B3   | Ítélet         | Pataky Attila, Zselencz László    | 3:54  |
| 8 | B4   | Néma völgy     | Slamovits István, Slamovits Tibor | 4:35  |

## Közreműködtek
- Barta Alfonz – billentyűs hangszerek, csörgő (Kölyköd voltam)
- Csapó György – dob, ütőhangszerek
- Pataky Attila – ének
- Slamovits István – gitár, ének (Kölyköd voltam, Néma völgy)
- Zselencz László – basszusgitár
- Hegedűs György, Pálfi György – borítóterv
- Péterdi Péter – zenei rendező
- Zakariás István – hangmérnök

## Kapcsolódó kislemezek
- Ballagás (kislemez) (1981)
- MIDEM (kislemez) (1982)